# Roșia de Amaradia
Roșia de Amaradia – wieś w Rumunii, w okręgu Gorj, w gminie Roșia de Amaradia. W 2011 roku liczyła 1353 mieszkańców.